# Love Valley (Caroline du Nord)
Love Valley est une ville américaine située dans le comté d'Iredell dans l'État de Caroline du Nord. En 2010, sa population était de 90 habitants.

## Démographie
| 1970 | 1980 | 1990 | 2000 | 2010 | - |
| ---- | ---- | ---- | ---- | ---- | - |
| 40   | 55   | 67   | 30   | 90   | - |

## Traduction
- (en) Cet article est partiellement ou en totalité issu de l’article de Wikipédia en anglais intitulé « Love Valley, North Carolina » (voir la liste des auteurs).